# Coronha
Coronha (português brasileiro) ou couce (português europeu) é a designação da parte de trás de uma arma longa, cuja função é a firmeza no cavado do ombro do atirador para melhor estabilidade no momento do tiro, de modo a mitigar a elevação do cano, transmitindo o recuo do disparo diretamente para o corpo do atirador. 

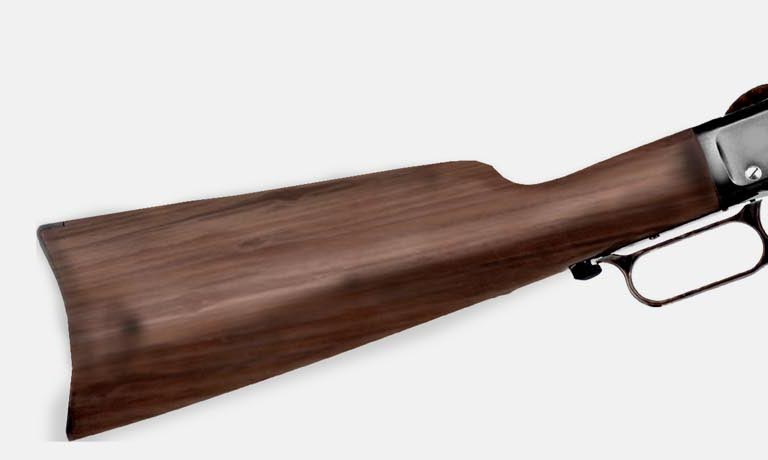
Coronha de um rifle Winchester.

A coronha também pode servir como suporte estrutural aos componentes de uma arma, tais como o cano, mecanismos de ação e disparo. A coronha vai da soleira até a área do gatilho, e pode conter um alçapão de utensílios. A coronha de certas armas é dobrável para reduzir o seu tamanho, assim como a coronha pode ser vazada para diminuir o peso da arma. Os fuzis bullpup têm a ação e o carregador na coronha para a diminuição do tamanho do fuzil. 
No caso de combate corpo a corpo, o atirador pode usá-la para golpear seu agressor e, uma vez no chão, finalizá-lo com sua arma.

## Diferentes nomenclaturas

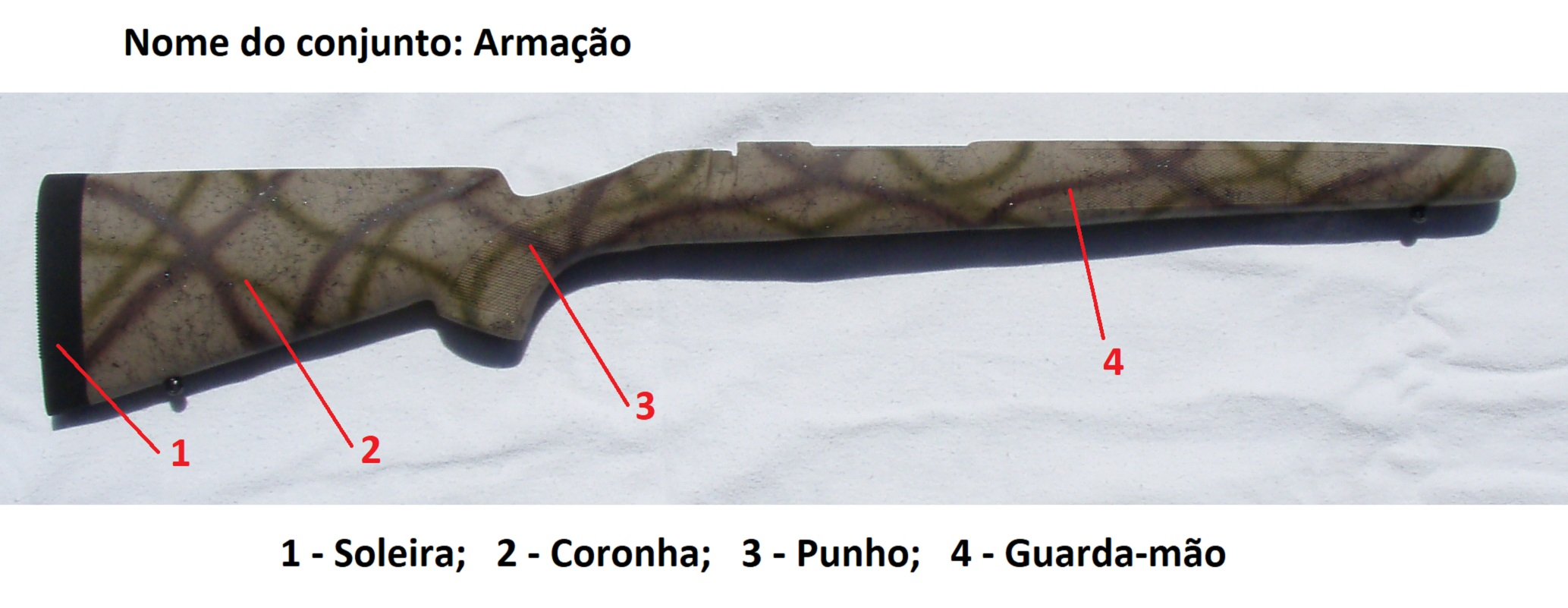
Componentes da armação/coronha de uma arma de fogo longa.

Na língua portuguesa, a estrutura da arma é chamada armação (português brasileiro) ou coronha (português europeu), tendo componentes básicos de diferentes nomenclaturas nos dois países. Estes componentes são:
- Soleira
- Coronha (português brasileiro) ou couce (português europeu)
- Punho (português brasileiro) ou delgado (português europeu)
- Guarda-mão (português brasileiro) ou fuste (português europeu)

A soleira é a base da coronha/couce, o punho/delgado é onde o atirador segura com a mão de disparo, e o guarda-mão/fuste é onde ele coloca a mão de apoio.

## Generalidades

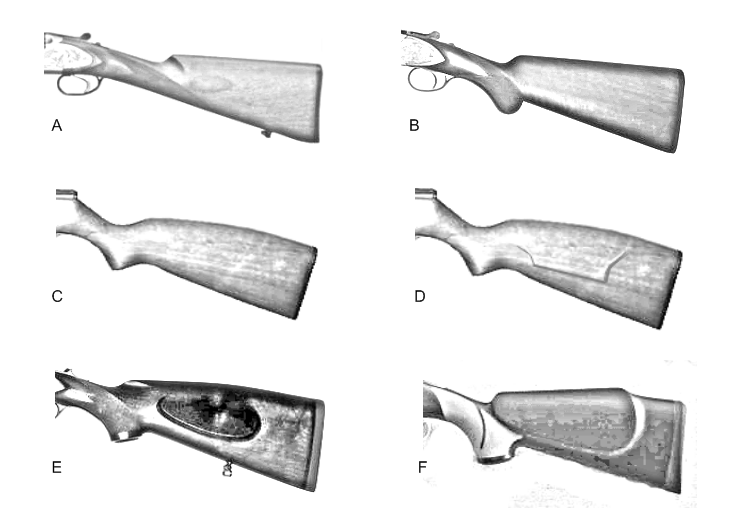
Exemplos de coronhas. A: Coronha Inglesa, B: Coronha com Punho de Pistola, C: Coronha Lombo de Porco, D: Coronha Lombo de Porco com suporte de bochecha bávara, E: Coronha Lombo de Porco com suporta da bochecha, F: Coronha Monte Carlo com suporte de bochecha Monte Carlo.

A coronha, além de servir ao apoio do atirador, também pode alojar a caixa da culatra (receptor), mecanismos de disparo e cano, além de uma armadilha de alçapão na soleira para guardar material de limpeza do fuzil. O comprimento da coronha é definido como o comprimento desta em relação ao braço do atirador. As coronhas podem ser feitas de madeira, metal ou outros materiais sintéticos - como polímero. Coronhas também podem ser vazadas (ou cavadas) para diminuir o peso da arma mas não tanto que afete a estabilidade no tiro.
Tipos de coronha incluem:
- Coronha Inglesa: Tipo de coronha mais reta, característica das armas inglesas, com ausência de punho de pistola.
- Coronha Laminada: Tipo feito com madeira laminada à base de epóxi.
- Coronha Mannlicher: Tipo cuja telha vai até o extremo do cano.
- Coronha Monte Carlo: Tipo com a crista mais elevada que o normal, formando um apoio para a bochecha do atirador, desta forma permitindo uma melhor visada enquanto mantém a coronha ao nível do ombro.

A crista elevada das coronhas Monte Carlo foram originalmente projetados para atiradores esportivos e fornecem um melhor apoio na bochecha. O tipo Monte Carlo também é usado em fuzis, pois permite que os atiradores alinhem seus olhos de maneira mais rápida e natural com a mira. Em armas de grande calibre, no entanto, os atiradores podem sentir mais recuo. A coronha Monte Carlo é agradável para mulheres, pois é comum que mulheres tenham as maçãs do rosto mais altas e uma crista mais elevada torna a posição de tiro mais confortável.

### Coronha dobrável

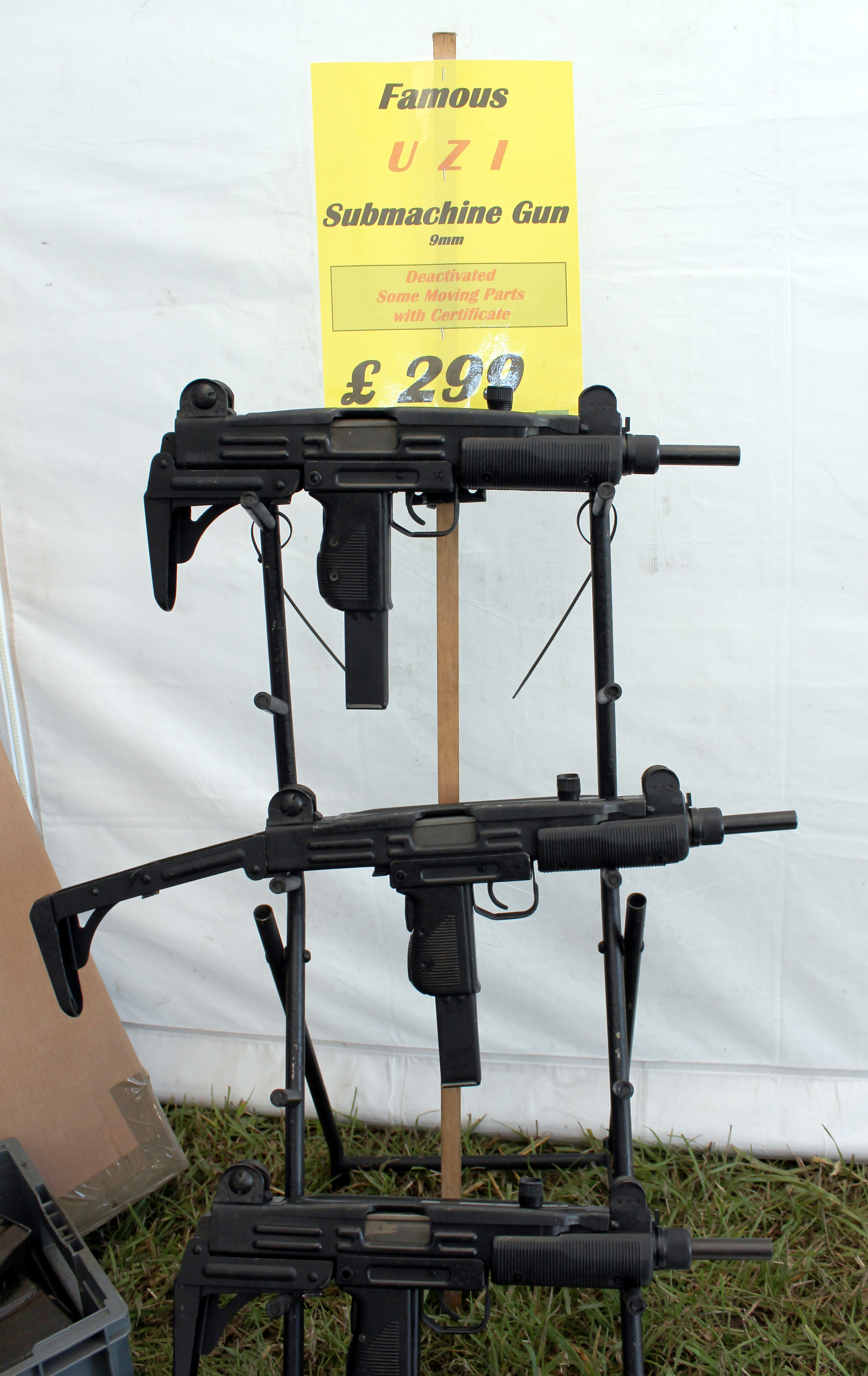
Submetralhadoras Uzi com a coronha dobrada e estendida no Victory Show 2015 em Cosby, Leicestershire, Reino Unido.

A coronha de certas armas é dobrável para reduzir o seu tamanho durante o transporte. Podendo também ser chamadas de rebatíveis ou escamoteáveis, essas armas costumavam ser desenhadas para forças paraquedistas saindo pela porta dos aviões durante o salto; portanto, fuzis com coronhas dobráveis costumam ser designadas com o prefixo "para" - por exemplo, o Para-FAL. Os modelos Para-FAL usam coronhas esqueléticas que universalmente dobram pela direita indo para frente. No sistema russo, os armamentos de coronha dobrada são identificados com a letra "S", para skladnoy ("dobrar", skladnoy priklad para "coronha dobrável"). Unidades mecanizadas, transportadas dentro de viaturas blindadas, também se beneficiaram dessas armas, além de forças especiais que desejassem armas mais compactas durante a marcha de aproximação. As coronhas dobráveis podem ser comuns, tal qual nos modelos de coronha fixa, ou esqueléticas, meramente com o mínimo da armação de metal; sacrificando a estabilidade em troca de menos peso.
Essas coronhas podem ter uma fixação articulada lateral e podem ser dobradas para a frente para encurtar o comprimento total da arma. A dobradiça geralmente possui um mecanismo de travamento para evitar movimentos acidentais ou indesejados da coronha. Quando a estabilidade não é necessária, a arma pode ser dobrada para economizar espaço, ser escondida ou segurada com uma mão ou mais perto do corpo (especialmente no salto); quando é necessária uma pontaria estável, a coronha pode ser rapidamente estendida e mantida no ombro.
Outras formas de dobragem da coronha são por cima, por baixo ou até mesmo telescopicamente. A submetralhadora francesa Hotchkiss Tipo Universal se dobra completamente, com a coronha dobrando para baixo, e forma um retângulo.

### Coronha telescópica

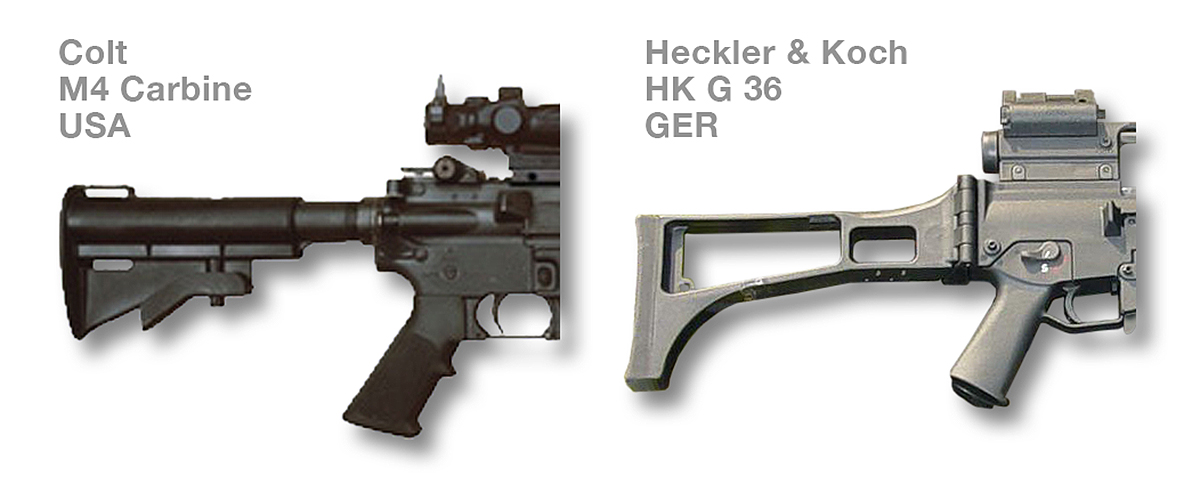
As coronhas modernas são sofisticadas: à esquerda uma coronha telescópica e à direita uma coronha vazada e dobrável.

Uma coronha telescópica é uma coronha que pode se retrair e se encurtar como um telescópio para tornar toda a arma mais compacta. As coronhas telescópicas são úteis para permitir que um fuzil, submetralhadora, escopeta ou metralhadora leve sejam armazenados ou manobrados em locais confinados. O usuário pode deslizar ("colapsar") a coronha para tornar a arma mais portátil e ocultável, ou estendê-la ("desdobrar") para melhor precisão.
Algumas coronhas telescópicas, como as da carabina M4 e da escopeta Benelli M4, têm mais de um comprimento de configuração de tração, permitindo que a coronha seja ajustada por usuários de diferentes tamanhos. Por exemplo, a coronha telescópica do fuzil de assalto CZ BREN 2 tem quatro posições.

## Bump stock

Uma bump stock permite que armas de fogo semiautomáticas disparem a uma cadência de tiro mais rápida que imita um pouco o fogo totalmente automático.

Uma bump fire stock ou bump stock, significando "coronha de choque", utiliza o choque do recuo de um fuzil semiautomático para facilitar uma cadência de tiro mais rápida sem exigir qualquer modificação de mecanismos internos para converter a arma de fogo em uma arma de fogo automática.
O termo “bump fire” era originalmente uma técnica improvisada para disparar um AR-15 mais rápido, fazendo com que o atirador aplicasse um impulso não rígido para frente no receptor (agarrando o guarda-mão ou por meio de uma empunhadura frontal) e segurando o punho de pistola com uma pegada folgada. Quando a arma dispara, o recuo desloca o receptor para trás, movendo o gatilho inversamente para frente (a partir do referencial do receptor) e relaxa a força de tração no gatilho, permitindo que ele seja reiniciado. Quando o impulso para frente do atirador supera o ritmo de recuo e desloca o receptor de volta para a frente, o gatilho choca-se (em inglês: to bump) contra o dedo do atirador e é pressionado novamente, disparando outra vez, o que produz outro recuo o qual repete o processo acima. Isso permite uma cadência de disparo cíclica muito mais rápida do que o dedo do próprio atirador normalmente pode alcançar, mas geralmente é impreciso porque o atirador geralmente tem que disparar do quadril para ainda segurar a arma com firmeza.
Uma coronha de choque substitui o impulso manual para a frente com um mecanismo de mola na interface entre o receptor e o punho da pistola ou coronha. O usuário só precisa simplesmente segurar o gatilho contra a empunhadura, e o impulso para frente assistido por mola funcionará contra o recuo para ciclar o disparo. Isso permite um aumento da cadência de tiro que pode atingir várias centenas de tiros por minuto e é muito mais consistente em desempenho em comparação com o disparo de choque manual.

## Galeria

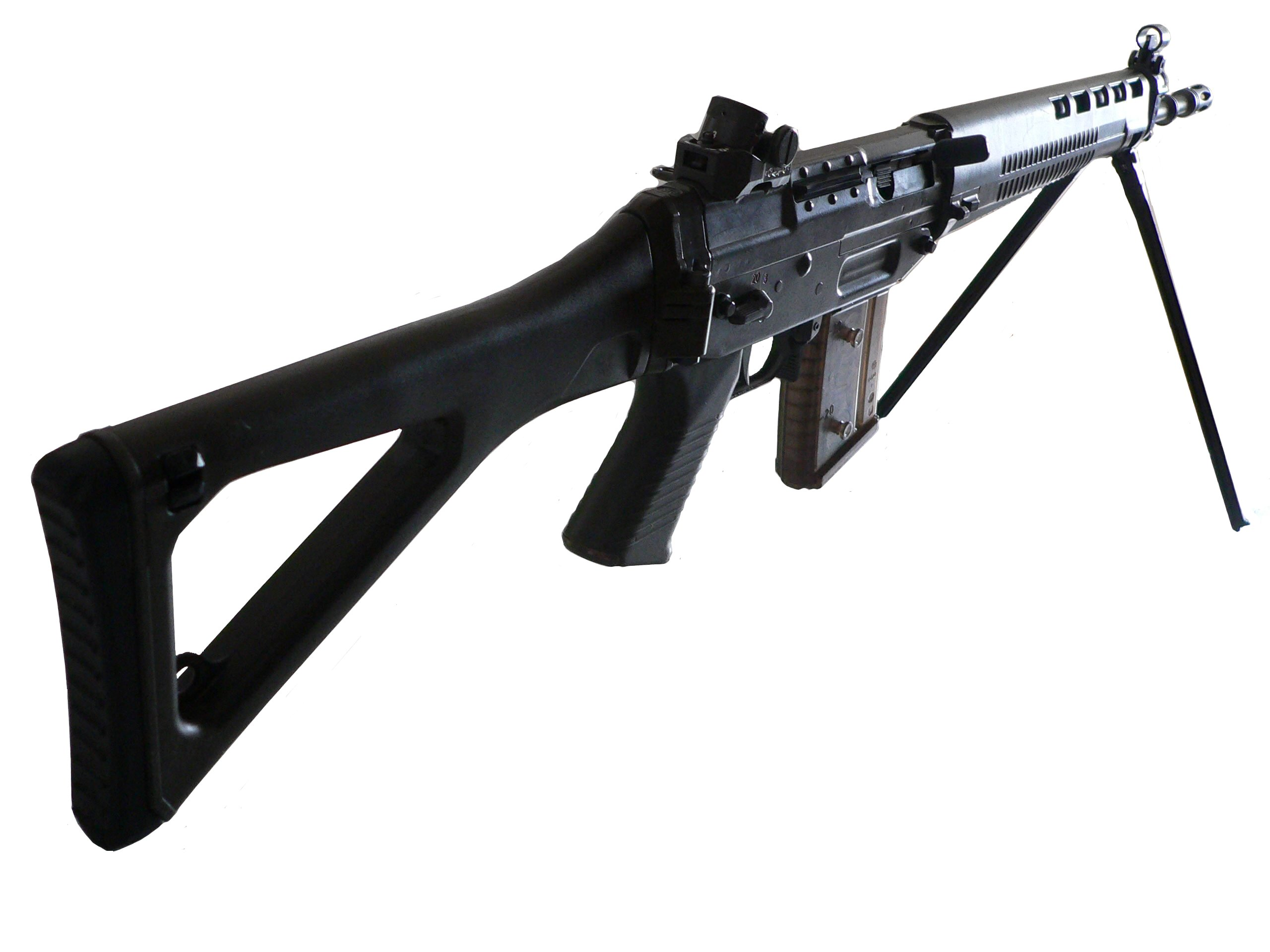
Coronha dobrável do rifle SIG SG 550
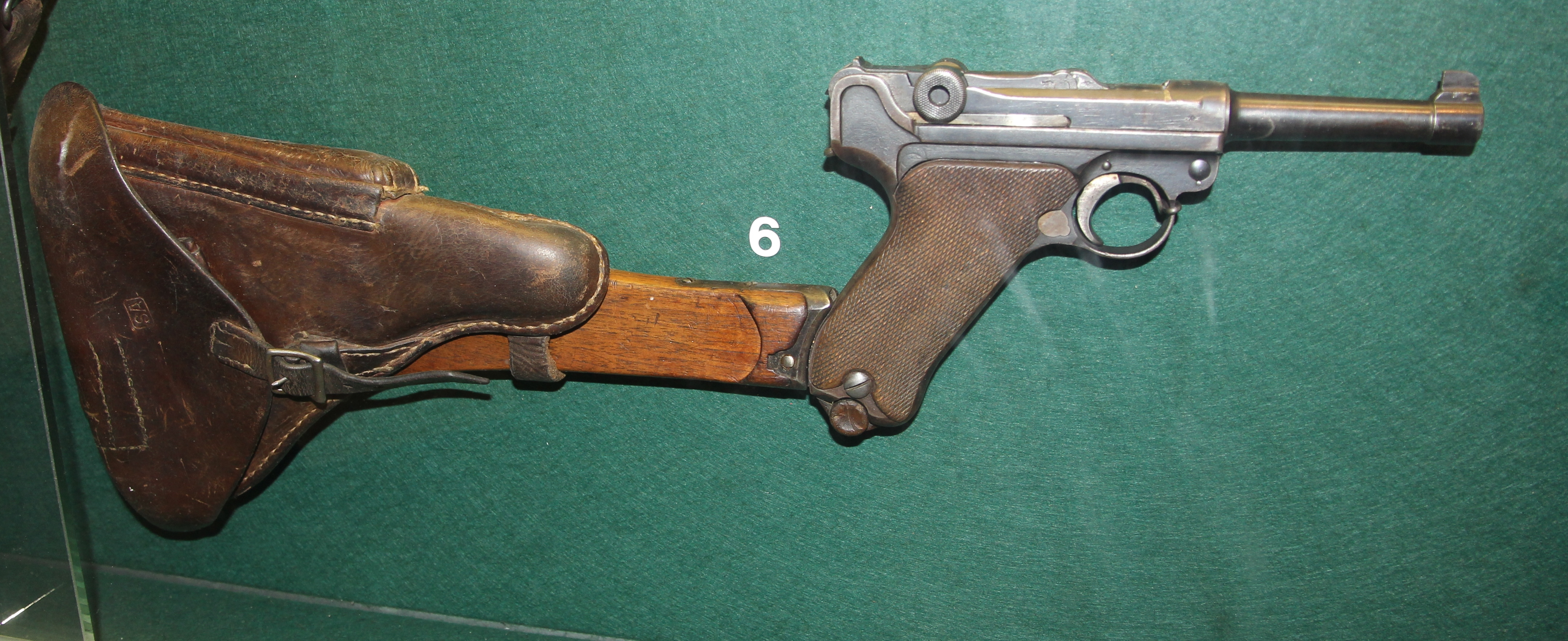
Pistola Luger com os coldres de madeira e couro como coronha e apoio da coronha, respectivamente.
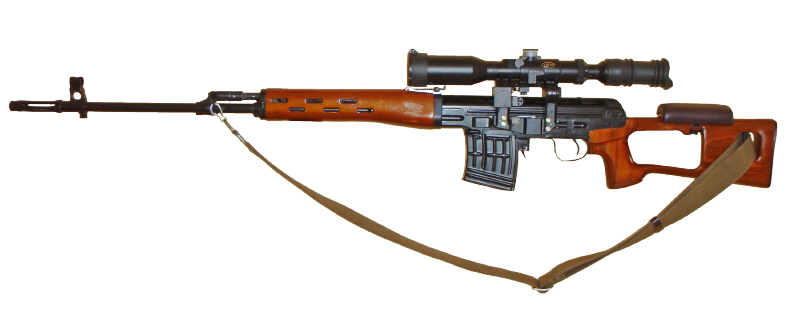
Coronha de madeira vazada do SVD Dragunov para aliviar o peso.
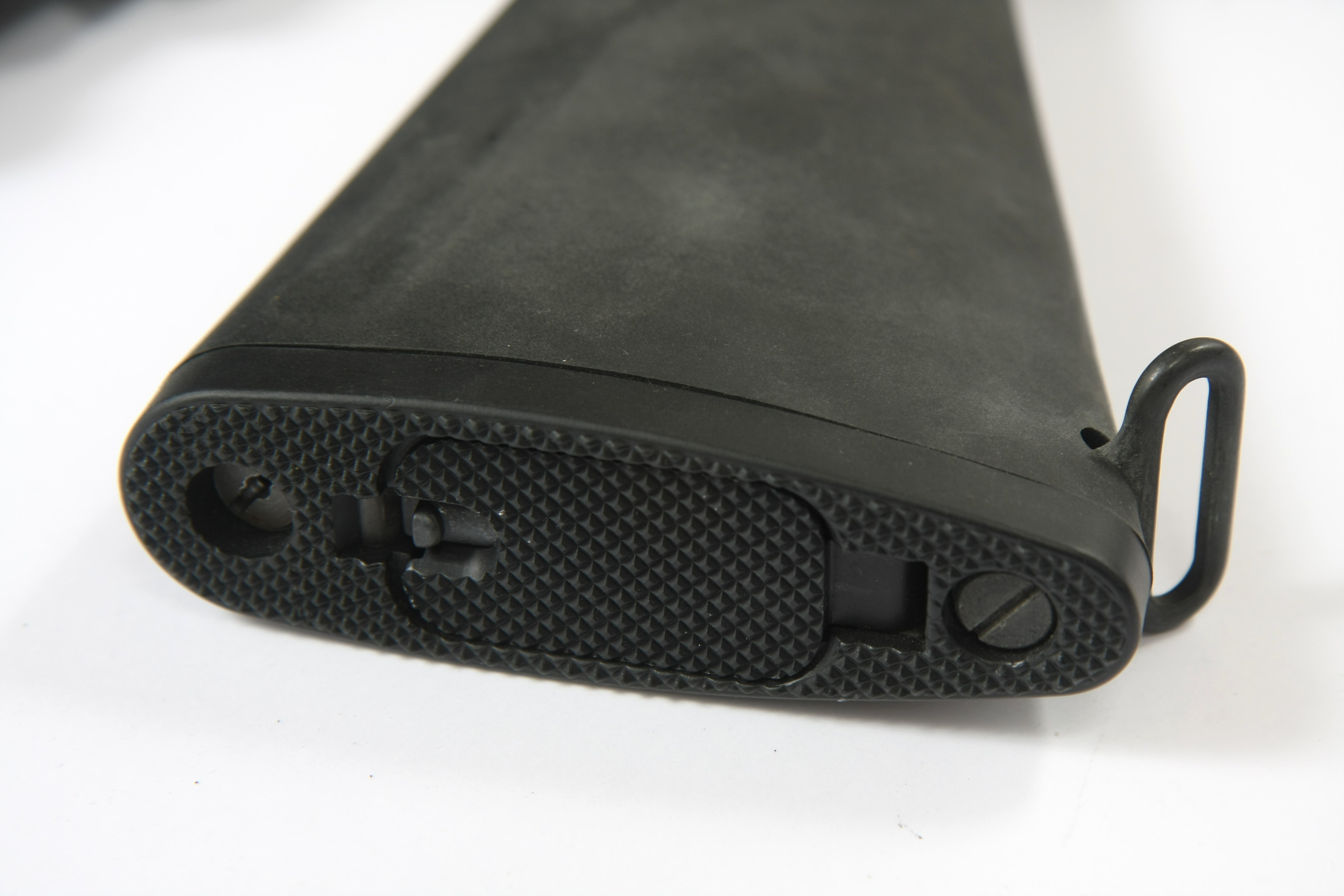
Soleira da coronha com o alçapão de armazenamento.
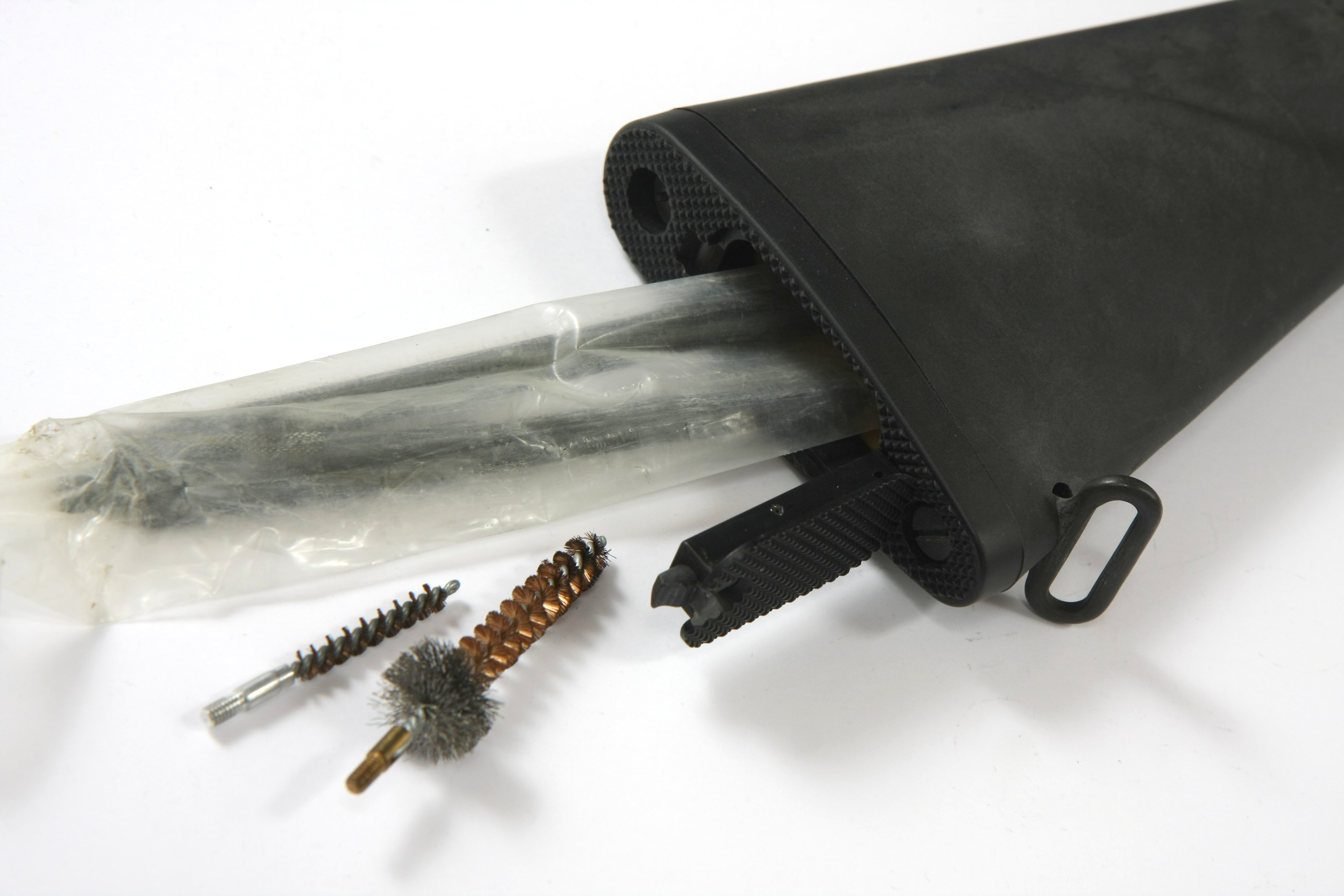
Compartimento de armazenamento dentro da coronha com alçapão aberto.
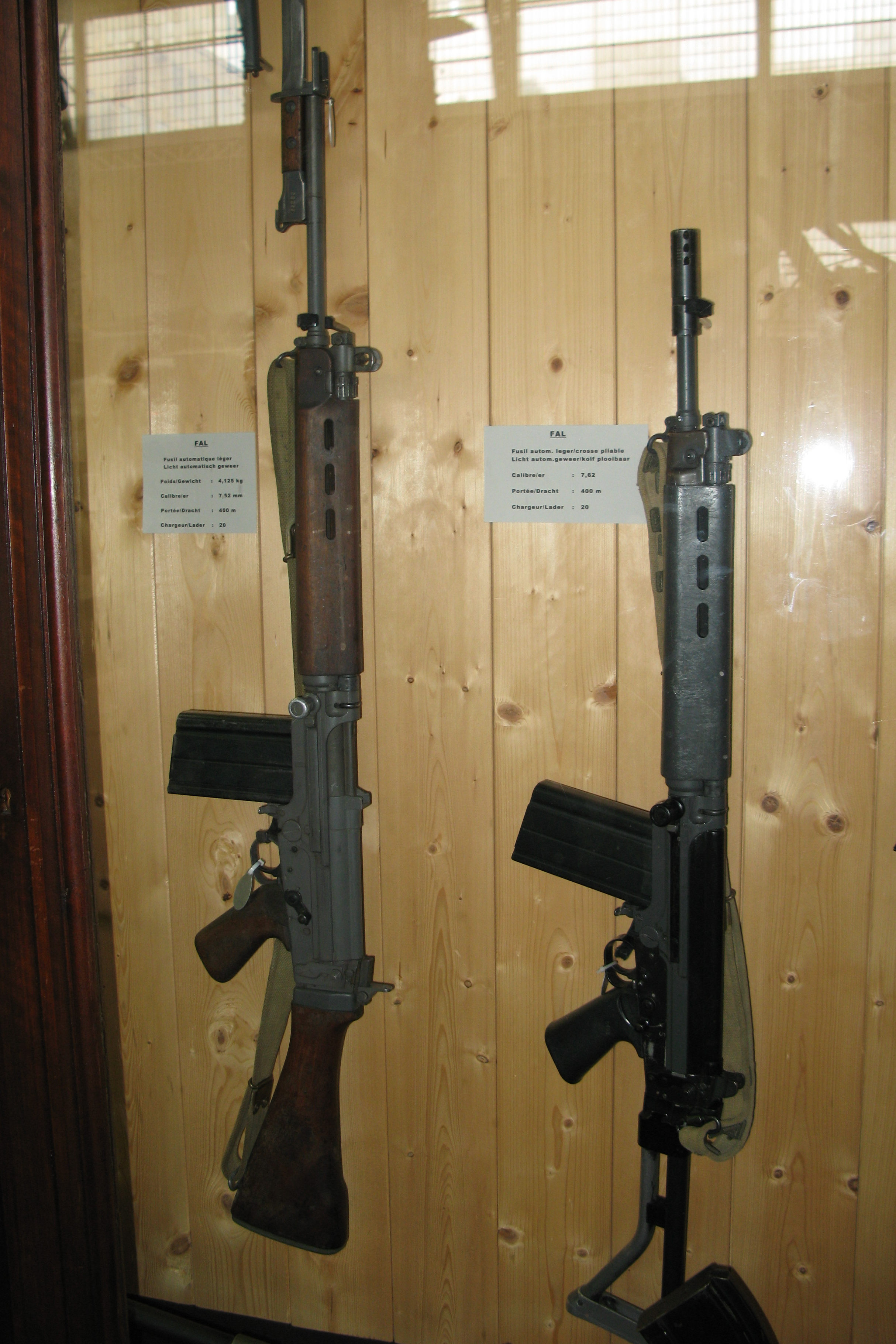
Fuzil e carabina FAL com a coronha de madeira e a coronha esquelética dobrável, respectivamente.
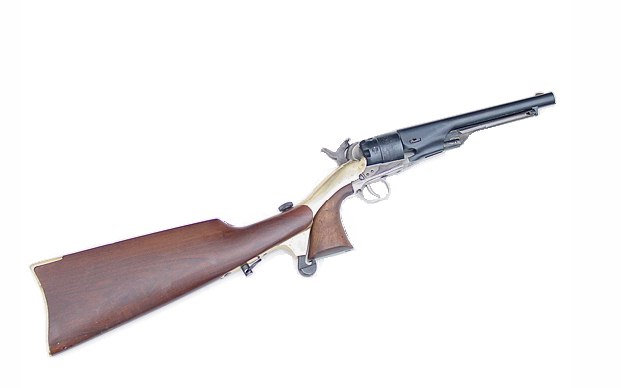
Um revolver com uma coronha de madeira destacável.
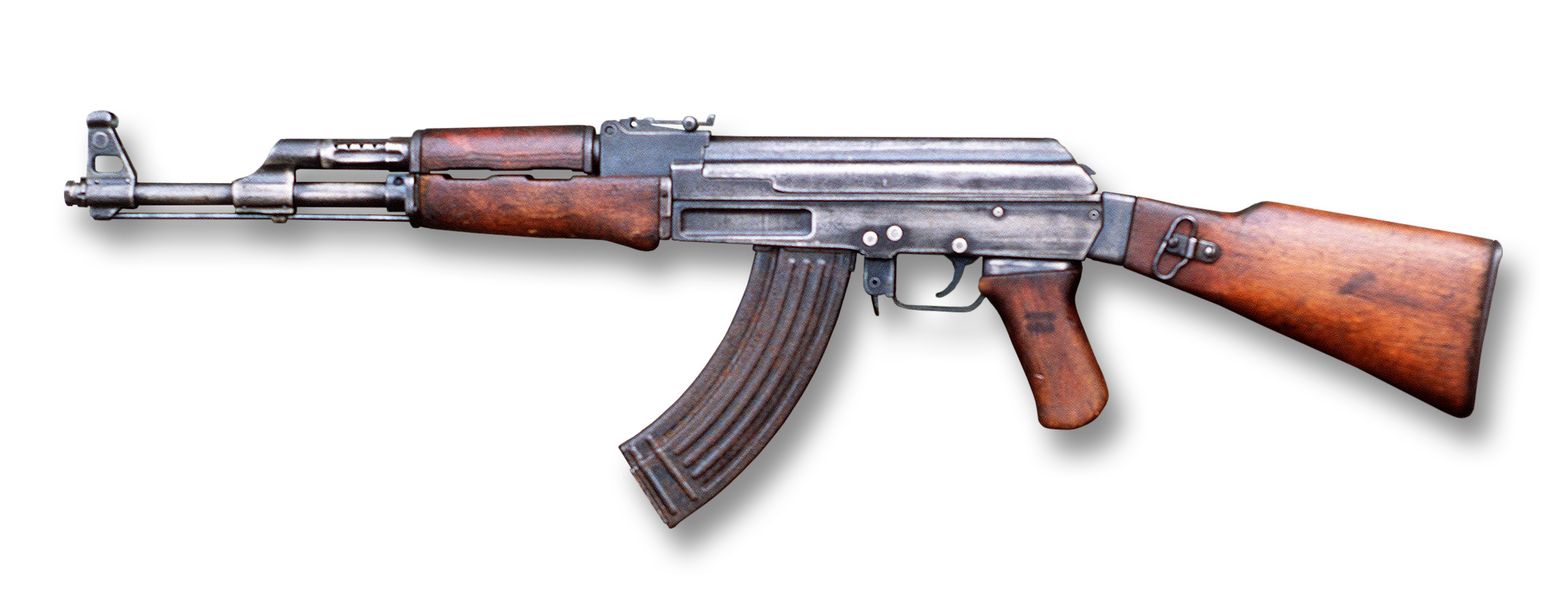
Um AK-47 com a armação visivelmente dividida em seus subcomponentes de metal e madeira.
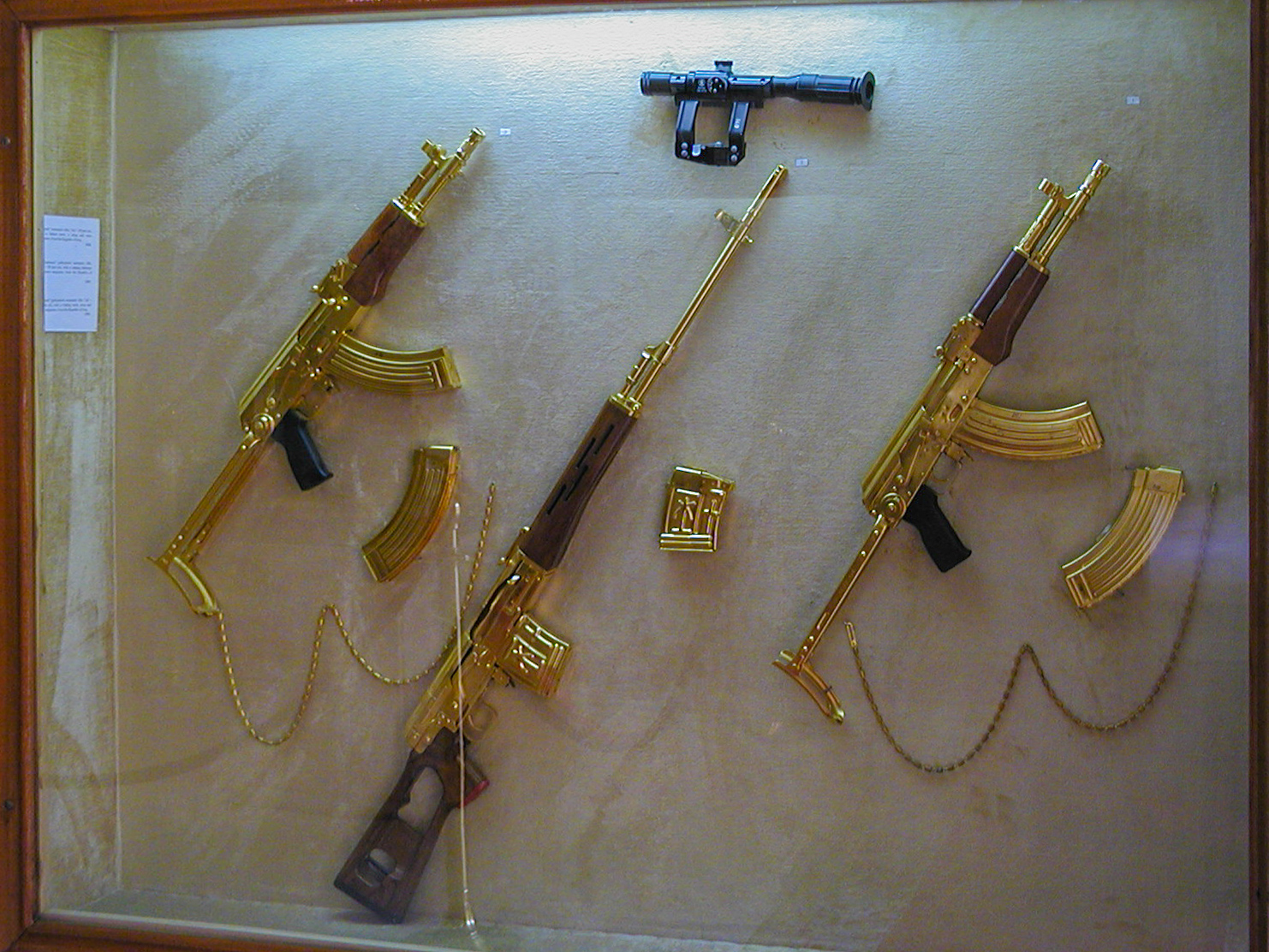
Exemplos de fuzis com coronhas esqueléticas dobráveis e de coronha vazada de madeira no Palácio de Abdeen, no Cairo.
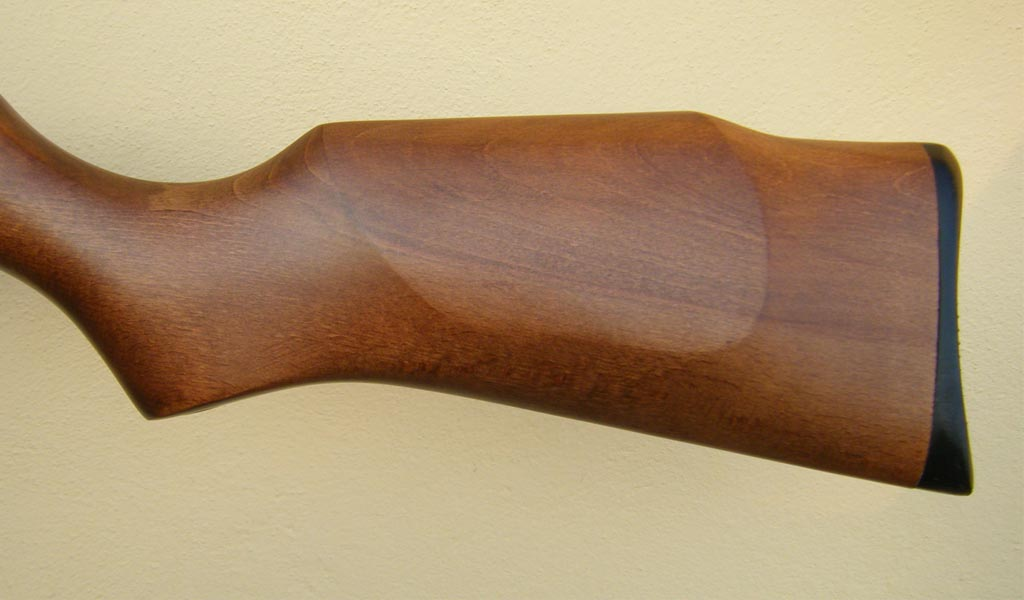
Coronha com um apoio da bochecha pronunciado.
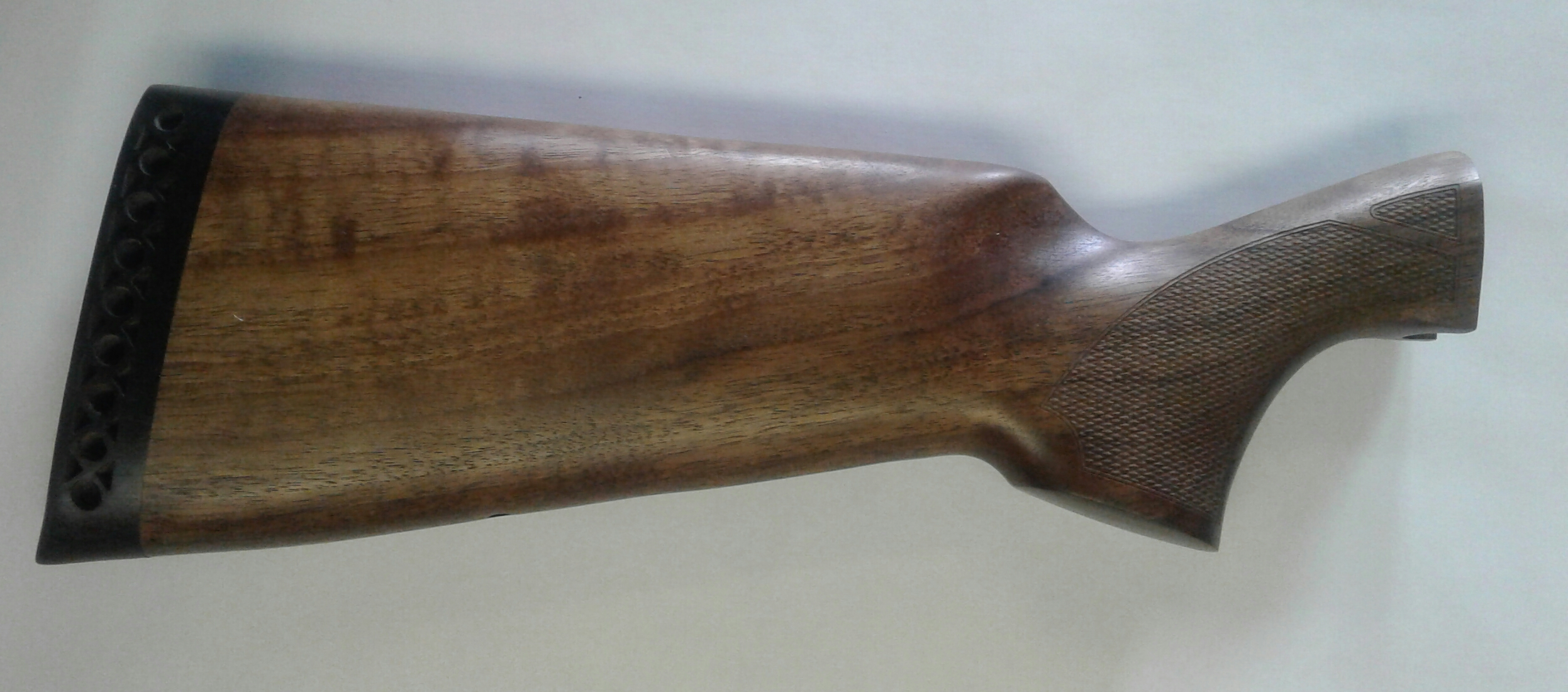
Coronha com o delgado do punho mais fino.